# Apomarsupella
Apomarsupella là một chi rêu trong họ Gymnomitriaceae.